# Urheberrechtsgesetz (Schweiz)
Das Schweizer Bundesgesetz über das Urheberrecht und verwandte Schutzrechte, kurz Urheberrechtsgesetz, URG (französisch Loi fédérale sur le droit d’auteur et les droits voisins (Loi sur le droit d’auteur, LDA), italienisch Legge federale sul diritto d’autore e sui diritti di protezione affini (Legge sul diritto d’autore, LDA), rätoromanisch Lescha federala davart ils dretgs d’autur ed ils dretgs da protecziun parents (Lescha davart ils dretgs d’autur, LDAu)), regelt den Schutz der Urheber, der ausübenden Künstler, der Hersteller von Ton- und Tonbildträgern und Sendeunternehmen sowie die Bundesaufsicht über die Verwertungsgesellschaften.

## Geschichte
Das Gesetz wurde am 9. Oktober 1992 beschlossen und trat am 1. Juli 1993 in Kraft. Zur gleichen Zeit trat die vom Bundesrat am 26. April 1993 erlassene Verordnung über das Urheberrecht und verwandte Schutzrechte (Urheberrechtsverordnung, URV) in Kraft.
Das Urheberrechtsgesetz von 1992 ersetzte das Bundesgesetz vom 7. Dezember 1922 betreffend das Urheberrecht an Werken der Literatur und Kunst sowie das Bundesgesetz vom 25. September 1940 betreffend die Verwertung von Urheberrechten.
Das erste schweizerische Urheberrechts-Gesetz stammte von 1883. Zuvor hatten sich verschiedene Kantone gegen eine Regulierung des geistigen Eigentums gewehrt, da der Verkauf von unlizenzierten Werken ein einträgliches Geschäft war.
Der Bundesrat schlug dem Parlament am 22. November 2017 eine Revision des Gesetzes vor. Zuletzt war zwischen Stände- und Nationalrat die sogenannte Hotelabgabe umstritten, die Hotels, Spitäler und Gefängnisse für die Verwendung öffentlicher Werke in ihren Räumen zu entrichten haben. Der Nationalrat hatte vorgeschlagen, die Verwendung als Eigengebrauch zu definieren und die Abgabe zu streichen. Der Ständerat war wegen möglicher Konflikte mit internationalen Bestimmungen dagegen. Der Nationalrat lenkte am 16. September 2019 schliesslich ein. Das Gesetz passierte am 27. September 2019 die Schlussabstimmung und trat am 1. April 2020 in Kraft.